# Ellewoutsdijk
Ellewoutsdijk (Zeeuws: Ellesdiek) is een dorp in de gemeente Borsele, in de Nederlandse provincie Zeeland; tot 1 januari 1970 was het een zelfstandige gemeente. Het dorp is met zijn 380 inwoners (1 januari 2023) de kleinste kern van de gemeente.
Het dorp is gelegen aan de Westerschelde, in de zuidelijkste punt van Zuid-Beveland, niet ver van de noordelijke inrit van de Westerscheldetunnel. Aan de Westerschelde bevindt zich een kleine jachthaven, een getijhaven, die bij eb droogvalt. Ten zuiden van het dorp, achter de zeedijk ligt het voormalig fort Ellewoutsdijk uit 1837. Dit fort diende ooit ter verdediging van de Schelde en is tegenwoordig eigendom van Vereniging Natuurmonumenten.

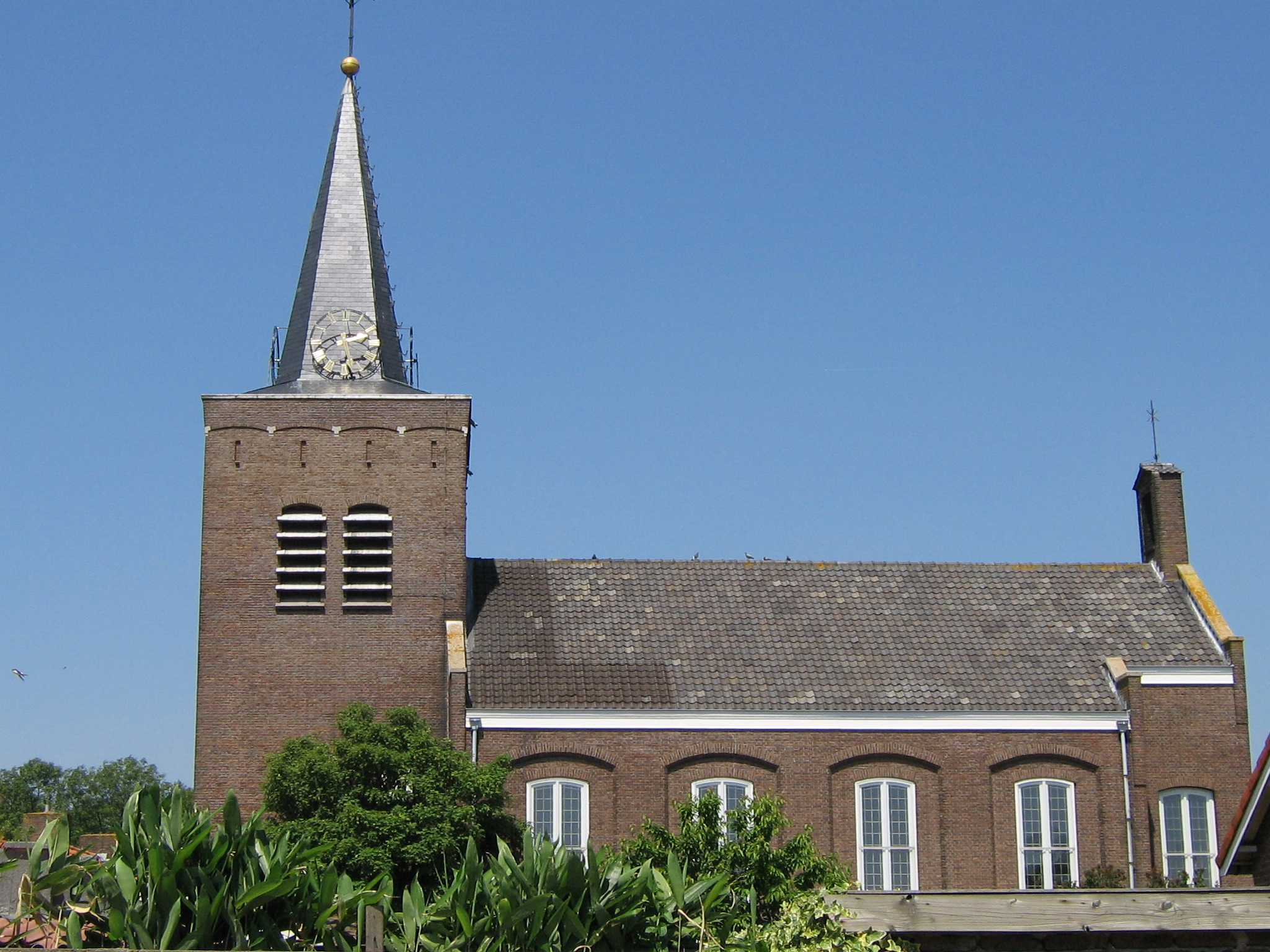
Kerkje van Ellesdiek

Een belangrijke plaats in het dorpsgezicht wordt ingenomen door twee herenhuizen in een parkachtig landschap, die door de ambachtsheer van Ellewoutsdijk zijn gebouwd op het terrein van een in de Tweede Wereldoorlog verwoeste buitenplaats Zorgvliet. Deze buitenplaats is op zijn beurt weer gebouwd bij de plek waar tot 1822 het kasteel Ellewoutsdijk stond.
Op de fundamenten van de laatgotische dorpskerk bouwde men in 1950/51 een nieuwe kerk: het zogenaamde Kerkje van Ellesdiek. Vanwege de geringe omvang van de gemeente voegde men haar in 2001 bij de gemeente Driewegen en kwam het kerkje leeg te staan. Sindsdien heeft men het in gebruik voor oecumenische diensten en voor tal van dialectactiviteiten.
In 2010 werd de dorpsschool gesloten, waarna een vrijwillige busdienst de kinderen naar scholen in naburige kernen ging vervoeren. Zo slaagde men erin Ellewoutsdijk ook voor gezinnen leefbaar te houden. Het busje brengt ook ouderen naar de weekmarkt van Goes en andere bestemmingen.